# Melhania perrierii
Melhania perrierii är en malvaväxtart som beskrevs av Bénédict Pierre Georges Hochreutiner. Melhania perrierii ingår i släktet Melhania och familjen malvaväxter. Inga underarter finns listade i Catalogue of Life.